# Poujoulat
Die Poujoulat-Gruppe (französisch Cheminées Poujoulat) ist Europas größter Hersteller von Stahlschornsteinen. Sein Marktanteil liegt bei über 20 %.
Zu den Tochterunternehmen zählen u. a. Beirens (Buzançais, Frankreich) und VL Staal (Esbjerg, Dänemark) sowie MCC2I (Wartung).